# 국가안전보장회의

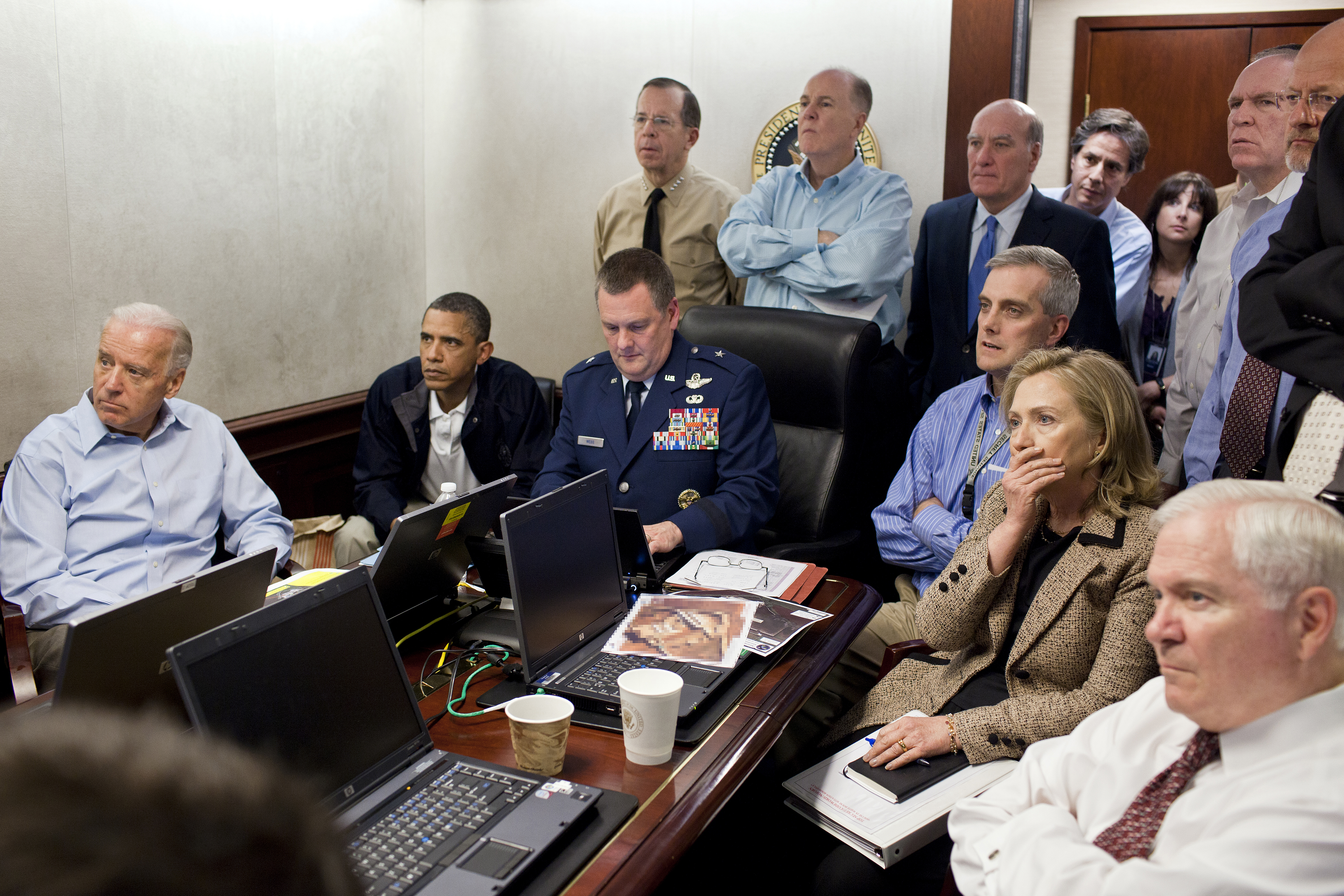
2011년 5월 2일, 미국 오바마 대통령이 백악관 상황실에 소집한 NSC에서, 실시간 생방송으로 CIA와 데브그루 해군 특수부대가 파키스탄 현장에서 빈 라덴을 사살하는 오퍼레이션 제로니모를 지시하고 지켜보고 있다.

국가안전보장회의(國家安全保障會議, National Security Council)는 대통령, 외무장관, 국방장관이 지하벙커에서 모여 전시 작전권을 행사하는 곳이다. 대통령에 대한 비상자문회의체이며, 대통령이 최종적으로 전시 작전권을 행사한다.

## 역사
전 세계 원조 NSC로서, 전 세계 언론에 자주 보도되는 것은 1947년 창설된 미국 NSC이다. 주로 백악관의 지하에 마련된 백악관 상황실에서 소집된다. 한국은 대한민국 헌법 91조에 의해 설립되어 있으며, 역시 미국과 같은 청와대 지하벙커가 있다.
미국 국가안전보장회의의 경우, 대통령, 부통령, 국무장관, 국방장관, 백악관 비서실장, 백악관 안보수석, 백악관 안보부수석이 위원이며, 합참의장이나 정보부 책임자는 고문(advisor)일 뿐이다. 상급위원은 외무장관과 국방장관이다. 즉, 대통령, 외무장관, 국방장관 3명이 NSC의 핵심 3인방이다. 대한민국의 경우, NSC 자체가 대통령에 대한 자문(advice)기관이다.
미국 국가안전보장회의는 대통령 지시에 대한 조언과 동의권을 갖고 있다.
대한민국의 NSC가 미국처럼 대통령궁 지하벙커에서 열리며, 전쟁에서 실질적인 전시 작전권을 행사하는 "긴급비상회의"의 성격인데 비해, 조선민주주의인민공화국의 NSC라는 국방위원회는, 주석궁 지하벙커에서 개최되는 것이 아니라, 지상에서 개최되는 평시의 공식 회의 기관이라서, "실질적인 의미"가 좀 다르다.
2013년 1월 말리 분쟁과 관련, 알제리에서 알카에다가 일본인 인질 12명을 살해했다. 이와 관련, 극우파 성향인 아베 신조 일본 총리는 일본에 미국의 NSC와 유사한 NSC를 만들어야 한다고 주장했다. 그렇다면, 현재의 일본 안전보장회의는 "총리관저 지하벙커에서 열리는 전시 작전권을 행사하는 긴급비상회의"는 아니며, 지상에서 평시에 열리는 회의체로 보인다.

## 국가별 NSC
- 대한민국 -대한민국 국가안전보장회의-
- 독일 - 연방안전보장평의회(en:Creating Bundessicherheitsrat)
- 러시아 - 러시아 안전보장회의(en:Security Council of Russia)
  -  타타르스탄 - 타타르 안전보장회의(ja:タタールスタン共和国安全保障会議)
- 루마니아 - 루마니아 최고국방위원회 (en:Supreme Council of National Defense (Romania))
- 말레이시아 - 말레이시아 국가안전회의(en:National Security Division (BKN))
- 멕시코 - 멕시코 국가안전보장회의(es:Consejo de Seguridad Nacional de México)
- 미국 - 미국 국가안전보장회의
- 베트남 - 베트남 보안국방위원회(en:Council for National Defense and Security (Vietnam))
- 프랑스 - 프랑스 국가안전보장방위회의(fr:Conseil de défense et de sécurité nationale)
- 브라질 - 브라질 국방위원회(en:National Defense Council (Brazil))
- 사우디아라비아 - 사우디아라비아 국가안전보장회의(en:National Security Council (Saudi Arabia))
- 스리랑카 - 스리랑카 국가안전보장회의(en:National Security Council of Sri Lanka)
- 스페인 - 스페인 국가안전보장회의(es:Consejo de Seguridad Nacional de España)
- 아일랜드 - 국가안전보장위원회 (아일랜드)
- 아제르바이잔 - 아제르바이잔 대통령 가입안전보장회의(ja:アゼルバイジャン共和国大統領附属安全保障会議)
- 에스토니아 - 에스토니아 국방위원회(en:Creating National Defence Council (Estonia))
- 에콰도르 - 에콰도르 국가안전보장회의(es:Consejo de Seguridad Nacional de Ecuador)
- 엘살바도르 - 엘살바도르 국가안전보장회의(es:Consejo de Seguridad Nacional de El Salvador)
- 우루과이 - 우루과이 국가안전보장회의(es:Consejo de Seguridad Nacional de Uruguay)
- 우크라이나 - 우크라이나 국가안전보장방위회의(en:National Security and Defense Council of Ukraine)
- 영국 - 영국 국가안전보장회의(en:National Security Council (United Kingdom))
- 이란 - 이란 최고국가안전보장회의(en:Supreme National Security Council)
- 이스라엘 - 이스라엘 국가안전보장회의(en:National Security Council (Israel))
- 이집트 - 이집트 국가안전보장회의(ja:イラク国家安全保障会議)
- 인도 - 인도 국가안전보장회의(en:National Security Council (India))
- 일본 - 일본 국가안전보장회의
- 조지아 - 조지아 국가안전보장회의(en:National Security Council of Georgia)
  -  압하지야 - 압하지야 안전보장회의(ja:アブハジア共和国安全保障会議)
- 중화민국 - 중화민국 국가안전보장회의(en:National Security Council (Republic of China))
- 중화인민공화국 - 중국공산당 중앙국가안전위원회(en:National Security Commission of the Communist Party of China)
- 칠레 - 칠레 국가안전보장회의(fr:Conseil de sécurité nationale (Chili))
- 카자흐스탄 - 카자흐스탄 안전보장회의(ja:カザフスタン共和国安全保障会議)
- 크로아티아 - 크로아티아 국가안전보장회의(en:National Security Council (Croatia))
- 태국 - 타이 국가안전보장회의(es:Consejo de Seguridad Nacional de Tailandia)
- 튀르키예 - 터키 국가안전보장회의(en:National Security Council (Turkey))
- 파키스탄 - 파키스탄 국가안전보장회의(en:National Security Council (Pakistan))
- 피지 - 피지 국가안전보장회의(en:National Security Council (Fiji))
- 필리핀 - 필리핀 국가안전보장회의(en:National Security Council (Philippines))

## 같이 보기
- 추밀원